# Rashbam
Rabbenou Shmouel ben Meïr, plus connu sous l'acronyme de Rashbam (רשב"ם)  est un exégète biblique et tossafiste ayant vécu en Champagne et à Rouen au XIIe siècle (c.1085 - c.1158).
Petit-fils aîné de Rachi, dont il fut l'élève puis le secrétaire, le Rashbam est particulièrement connu pour son attachement au sens littéral des versets. Il étudia également auprès du Riva Isaac ben Asher ha-Levi, fut le collègue de Joseph Kara, et le maître de ses frères cadets, Isaac et Jacob.

## Éléments biographiques
Fils de Yokheved, la fille aînée de Rachi, et de Rabbenou Meïr de Ramerupt, un illustre élève de Rachi, il est l'aîné de trois frères, dont le second, Isaac, meurt du vivant de son père, et dont le troisième, Jacob, deviendra le dirigeant du judaïsme ashkénaze.
Sa date de naissance et de décès ne sont connues que par des allusions littéraires. Ainsi, dans son commentaire sur le verset Genèse 37:2, le Rasbam mentionne la controverse qu'il a eue avec son grand-père au sujet de ses interprétations bibliques, et que celui-ci lui a concédé qu'il devrait les revoir, ce dont la mort l'a empêché. Rachi étant décédé en 1105, et le Rashbam devant être âgé de 20 à 25 ans au moment de cette controverse, sa naissance est située aux alentours des années 1080 - 1085.
Shmouel ben Meïr a conseillé des communautés juives du Nord de la France, prêchant à Paris, Londres, Caen et Saint-Lô. De 1135 au début des années 1150, Rashbam dirigea la yeshiva de Rouen. Les vestiges de l'école rabbinique subsistent encore sous la cour du Parlement de Normandie. C'est dans cette ville qu'il fut en contact avec Abraham ibn Ezra qui y séjourna de 1149 à 1159 en dehors d'un séjour en Angleterre. Ce dernier, dans la tradition des poètes andalous, composa à son arrivée un poème à la gloire de son hôte, Shmouel ben Meïr. Abraham ibn Ezra évoque le commentaire de la Torah de Rashbam comme étant "le salut de tous ceux pour qui l'écriture sainte est obscure" et dont le regard "contemple les secrets du Seigneur". La présence de ces deux figures remarquables attira de nombreux érudits à la yeshiva de Rouen. Rapidement, les relations se détériorèrent entre les deux rabbins aux conceptions différentes. Rashbam insistait sur le sens premier du texte. Abraham ibn Ezra l'accusa dans son Épître sur le sabbat de vouloir inverser la comptabilisation des jours et des nuits durant la Création.
Quant à son décès, la date de 1160 a été calculée d'après une mention dans l'Iggeret HaShabbat (Épître du Sabbath) d'Abraham ibn Ezra. Dans cette lettre, rédigée alors qu'Ibn Ezra se trouvait à Londres, l'auteur recommande de brûler les livres où il est enseigné que le Sabbath ne commencerait pas au coucher du soleil du vendredi, mais au lever du soleil le samedi. Il s'agit, selon la plupart des chercheurs, d'une allusion à la glose du Rashbam à Genèse 1:5.

## Œuvre
Son commentaire sur la Torah est réputé pour l'insistance accordée à l'interprétation selon le sens simple des versets, ce qui le conduisit parfois à l'adoption d'opinions controversées, notamment sur les premiers chapitres de Bereshit qui furent omis des premières impressions du Pentateuque.
Il a réalisé le commentaire du traité Baba Batra, et celui du dernier chapitre du traité Pessa'him, Rachi étant décédé avant d'avoir pu les compléter. Il gagna sa vie comme vigneron et marchand de bétail.
Connu pour sa piété, il représenta les Juifs dans plusieurs disputations judéo-chrétiennes.